# George Takei
George Takei   (Los Angeles, 20 d'abril de 1937), nascut Hosato Takei (武井 穂郷, Takei Hosato), és un actor, autor i activista estatunidenc conegut pel seu paper com a Hikaru Sulu, timoner de l'USS Enterprise a la franquícia Star Trek.
Takei va néixer de pares japonesos estatunidencs, amb els quals va viure al Centre de Segregació del Llac Tule durant la Segona Guerra Mundial. Va començar a estudiar interpretació a la universitat, cosa que el va portar el 1965 al paper de Sulu, al qual va tornar periòdicament a la dècada de 1990. Després de sortir de l'armari com a gai el 2005, es va convertir en un destacat defensor dels drets LGBT i va participar activament en la política estatal i local. Ha estat un defensor vocal dels drets dels immigrants, en part a través del seu treball a l'espectacle de Broadway del 2012 Allegiance, sobre l'experiència de l'internament.
Takei parlava anglès i japonès durant la seva infància i continua parlant amb fluïdesa ambdós idiomes. Ha guanyat diversos premis i reconeixements pel seu treball sobre drets humans i relacions entre el Japó i els Estats Units, inclòs el seu treball amb el Museu Nacional Nipoamericà a Los Angeles, Califòrnia.

## Primers anys

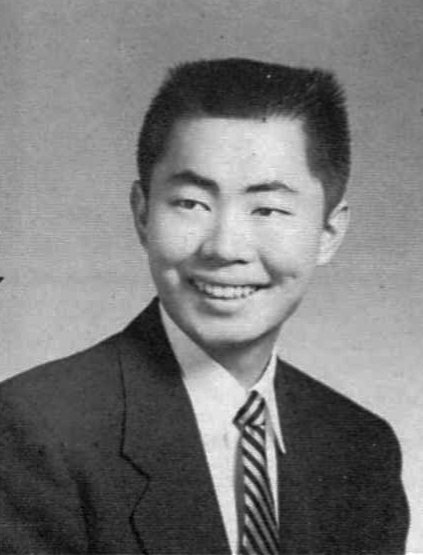
Takei el 1956

Takei va néixer Hosato Takei el 20 d'abril de 1937, a Los Angeles, Califòrnia, de pares japonesos estatunidencs Fumiko Emily Nakamura (nascuda a Sacramento (Califòrnia) i Takekuma Norman Takei (nascut a la prefectura de Yamanashi), que treballava en el sector immobiliari. El seu pare li va posar George en honor al rei Jordi VI del Regne Unit, la coronació del qual va tenir lloc el 1937, poc després del naixement de Takei. El 1942, després de la signatura de l'Ordre Executiva 9066, la família Takei va ser obligada a viure a les estables convertides de Santa Anita Park abans de ser enviades al Centre de Reubicació de la Guerra de Rohwer per a l'internament a Rohwer (Arkansas). El camp d'internament estava en aiguamolls i envoltat de tanques de filferro espinós. La família va ser posteriorment traslladada al Centre de Reubicació de Guerra del Llac Tule a Califòrnia per a l'internament.
Takei tenia diversos parents que vivien al Japó durant la Segona Guerra Mundial. Entre ells, tenia una tia i un cosí petita que vivien a Hiroshima i que van morir durant els bombardeig atòmic que va destruir la ciutat. En paraules de Takei, "La meva tieta i el meu cosí petit [van ser] trobats cremats en una rasa a Hiroshima". Al final de la Segona Guerra Mundial, després de deixar el camp d'internament de Tule, la família de Takei es va quedar sense comptes bancaris, casa ni negoci familiar; Això els va impedir trobar allotjament, així que van viure a Skid Row (Los Angeles) durant cinc anys. Va assistir a l'escola secundària Mount Vernon Junior High School i va exercir com a president de la junta sènior masculina a Los Angeles High School. Va ser membre de la Tropa 379 dels Boy Scouts Tdel Temple Budista Koyasan.
Després de graduar-se de l'institut, Takei es va matricular a la Universitat de Califòrnia a Berkeley, on va estudiar arquitectura. Més tard, es va transferir a la Universitat de Califòrnia a Los Angeles, on va obtenir una llicenciatura en teatre el 1960 i un màster en teatre a 1964. També va assistir a l'Institut Shakespeare de Stratford-upon-Avon a Anglaterra i a la Universitat Sophia de Tòquio. A Hollywood, va estudiar interpretació al Desilu Workshop.

## Carrera

### Inicis
Takei va començar la seva carrera a Hollywood a finals dels anys cinquanta, fent de doblatge per a personatges del doblatge anglès de les pel·lícules de monstres japoneses Rodan (1956, EUA: 1957) i Godzilla contrataca (1955, US: Gigantis the Fire Monster, 1959). Va aparèixer a la sèrie de televisió antològica Playhouse 90, a l'episodi de Perry Mason "The Case of the Blushing Pearls" (ambdós de 1959), i un grapat de vegades a Hawaiian Eye durant la temporada 1960-61, inclòs un episodi epònim com a Thomas Jefferson Chu. Va originar el paper de George al musical Fly Blackbird!, però quan la sèrie va viatjar de Los Angeles a Off-Broadway els actors de la Costa Oest es van veure obligats a fer una audició i el paper va ser per a William Sugihara. Finalment, Sugihara va haver de renunciar al paper i Takei va tancar els últims mesos de la sèrie.
Posteriorment, Takei va aparèixer al costat d'actors com Frank Sinatra a Quan bull la sang (sense acreditar, 1959), Richard Burton a Imperi de titans, Jeffrey Hunter a Hell to Eternity (1960), Alec Guinness a A Majority of One (1961), James Caan a Red Line 7000 (1965) i Cary Grant a Walk, Don't Run (1966).
Takei va protagonitzar un paisatgista d'ascendència japonesa a "The Encounter", un episodi de 1964 de La Dimensió Desconeguda. La CBS va considerar que el tema de l'episodi, l'odi entre els Estats Units i el Japó, era "massa inquietant" per incloure'l quan la sèrie es va redifondre. "The Encounter" no es va veure després de la seva emissió inicial fins que es va estrenar en vídeo el 1992 com a part de la col·lecció "Treasures of the Twilight Zone".
Takei va ser estrella convidada en un episodi de Missió: Impossible durant la primera temporada d'aquesta sèrie el 1966. També va aparèixer en dues comèdies de Jerry Lewis, L'altra cara del gàngster (sense acreditar, 1967) i On és el front? (1970). Takei va narrar el documental The Japanese Sword as the Soul of the Samurai (1969).

### Star Trek

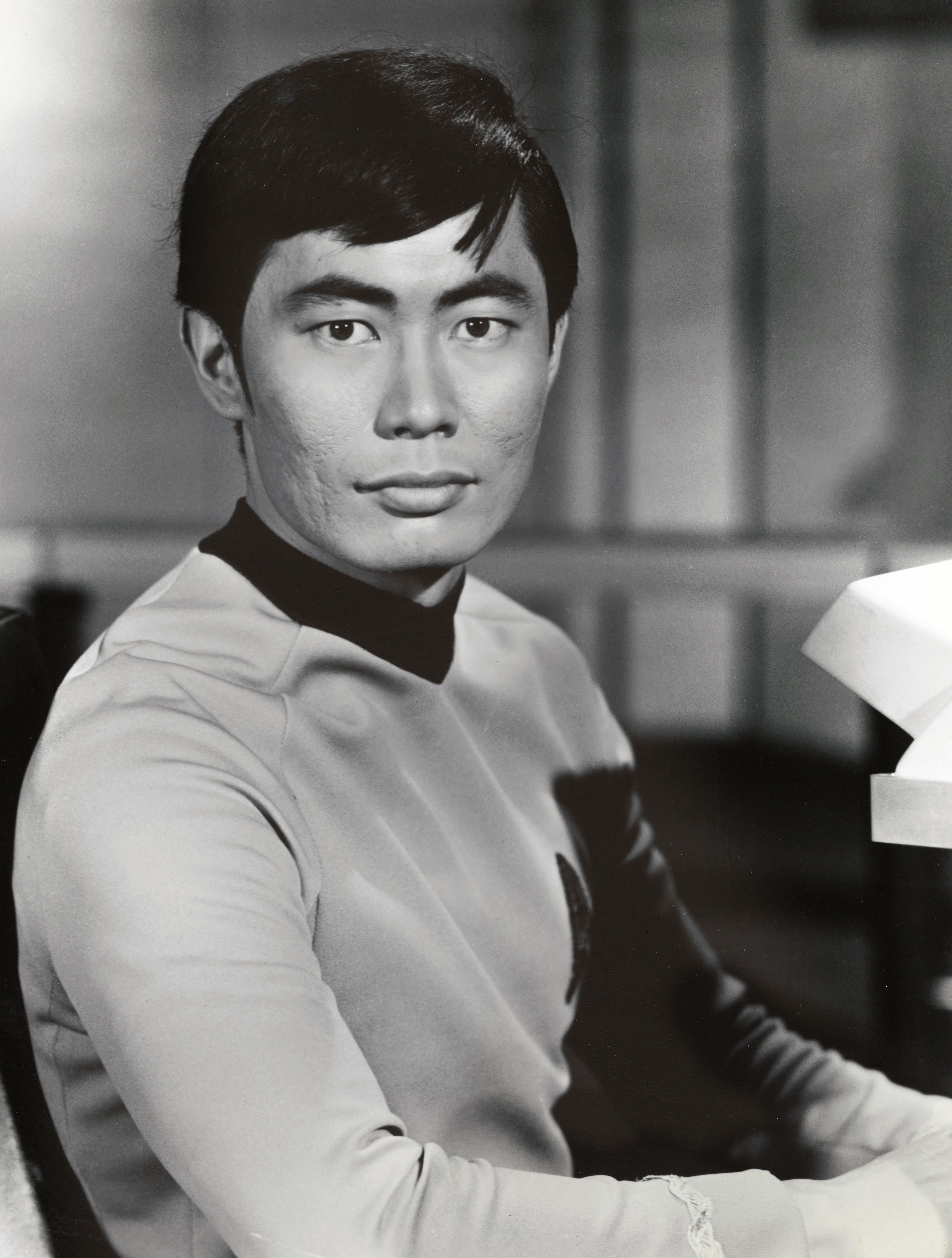
Takei com a tinent Hikaru Sulu

El 1965, el productor Gene Roddenberry va escollir Takei com a físic d'astrociències Sulu al segon pilot de la sèrie de televisió original Star Trek. Quan la sèrie va ser acceptada per la NBC, Takei va continuar en el paper de Sulu, que ara era el timoner de la nau.
La intenció era ampliar el paper de Sulu a la segona temporada, però el paper de Takei a The Green Berets (1968) com el capità Nim, un oficial de l'exèrcit sud-vietnamita, juntament amb el personatge de John Wayne, el va apartar del rodatge de Star Trek i només va aparèixer a la meitat dels episodis d'aquella temporada. Walter Koenig com a Pavel Chekov el va substituir en els altres episodis. Quan Takei va tornar, els dos homes van haver de compartir un vestidor i un guió d'un sol episodi. Takei va admetre en una entrevista que inicialment es va sentir amenaçat per la presència de Koenig, però més tard es va fer amic seu a mesura que la imatge dels oficials compartint el panell de timó de la nau es va convertir en icònica.
Des de llavors, Takei ha aparegut en nombroses produccions de televisió i cinema, repetint el seu paper de Sulu a Star Trek: La sèrie animada del 1973 al 1974, i a les sis primeres pel·lícules de Star Trek, l'última de les quals va ascendir el seu personatge a capità de la seva pròpia nau estel·lar. Mentrestant, es va convertir en un habitual del circuit de convencions de ciència-ficció a tot el món. També ha actuat i ha proporcionat doblatge per a diversos jocs d'ordinador de ciència-ficció, incloent-hi Freelancer i nombrosos jocs de Star Trek. El 1996, en honor del 30è aniversari de Star Trek, va interpretar el capità Sulu en un episodi de Star Trek: Voyager.
Takei ha parlat sobre dificultats personals amb William Shatner. Tanmateix, en una entrevista al DVD del 2004 per a la segona temporada de Star Trek, Takei va dir de Shatner: "És simplement un actor meravellós que va crear un personatge singular. Ningú no hauria pogut fer Kirk com ho va fer Bill. La seva energia i la seva determinació, això és Bill. I això també és el capità Kirk". Va aparèixer al costat de Shatner al Roast of William Shatner de Comedy Central del 2006, en què els dos es van burlar mútuament amb bon humor i es van abraçar, i Takei va assenyalar que era "honrat" d'estar-hi "malgrat les nostres tensions passades".
Takei també és un dels sis actors (els altres són Jonathan Frakes, Kate Mulgrew, Michael Dorn, Avery Brooks i Majel Barrett) que van prestar la seva veu al videojoc de 1997 Star Trek: Captain's Chair, repetint el seu paper de capità Hikaru Sulu quan el jugador visita el pont de l'original Enterprise. L'estiu del 2007, Takei va interpretar Sulu a la sèrie d'Internet feta per fans Star Trek New Voyages: Phase II episodi "World Enough and Time".

### Després deStar Trek
El 1979, Takei va coescriure la novel·la de ciència-ficció Mirror Friend, Mirror Foe amb Robert Asprin.
L'autobiografia de Takei, To the Stars, es va publicar el 1994. En un moment donat, havia esperat fer una pel·lícula o telefilm basat en capítols que tractessin sobre l'internament de japonesos-estatunidencs durant la Segona Guerra Mundial, de la qual tenia experiència personal.
El gener de 2007, Takei va començar a aparèixer a Herois, com a Kaito Nakamura, un empresari japonès d'èxit i pare d'un dels personatges principals, el viatger espai-temps Hiro Nakamura, que també és un fan obsessiu de Star Trek. En el primer episodi en què apareix Takei, "Distraccions", la matrícula de la limusina en què arriba és NCC-1701, una altra referència a la sèrie Star Trek. Va aparèixer a les quatre temporades de la sèrie.
Takei va aparèixer al primer episodi de Secret Talents of the Stars, cantant música country, però no va ser seleccionat per passar a la següent fase. Tanmateix, la qüestió va quedar irrellevant, ja que la sèrie es va cancel·lar bruscament després del primer episodi.
El 2008, va aparèixer a la vuitena temporada de la sèrie de telerealitat I'm a Celebrity... Get Me Out of Here! a la cadena britànica ITV. Va viure a la selva australiana durant 21 dies i 21 nits, fent tasques juntament amb els altres campistes per aconseguir millors àpats i sobreviure a l'expulsió del programa. La seva educació i calma el van fer popular entre els altres campistes. De 12 participants, el públic britànic el va votar en tercer lloc, darrere de la segona classificada, Martina Navratilova, i el guanyador, Joe Swash.
El 2009, Takei va aparèixer en un episodi de Star Wars: The Clone Wars com el general neimoidià, Lok Durd, la primera vegada que un actor principal de Star Trek va treballar en una producció de Star Wars. A l'abril d'aquell any, va posar veu a una versió fictícia d'ell mateix al curtmetratge animat de la NASA "Robot Astronomy Talk Show: Gravity and the Great Attractor", que forma part de la sèrie web IRrelevant Astronomy produïda pel telescopi espacial Spitzer de la NASA. Takei (i el seu marit Brad Altman) van aparèixer en un curtmetratge documental titulat George & Brad in Bed (2009) que feia un perfil de la seva relació i va ser convidat al programa Wait, Wait...Don't Tell Me! de NPR.
El 2010, Takei va gravar una sèrie d'anuncis de servei públic per a l'Administració de la Seguretat Social per ajudar a promoure la sol·licitud de prestacions en línia.
El 2011, va aparèixer amb el seu marit Brad Altman a All Star Mr & Mrs, un programa a ITV a Gran Bretanya presentat per Phillip Schofield i Fern Britton.
Takei va ser una de les celebritats de 12a temporada de The Apprentice. Va ser acomiadat al tercer episodi, que es va emetre el 4 de març de 2012.
Takei va aparèixer amb Martin Sheen i Jamie Lee Curtis en una representació de l'obra de Dustin Lance Black 8 —una recreació escenificada del judici federal Perry v. Brown que va anul·lar la prohibició de la Proposició 8 de Califòrnia sobre el matrimoni entre persones del mateix sexe— com a William Tam. La producció es va dur a terme al Wilshire Ebell Theatre i es va emetre a YouTube per recaptar diners per a la American Foundation for Equal Rights.
El 2012, Takei va protagonitzar el musical Allegiance, que Takei va descriure com el seu projecte llegat. L'espectacle es basa en les pròpies experiències i investigacions de Takei sobre l'internament dels japonesos estatunidencs de la Segona Guerra Mundial i es va estrenar al Old Globe Theatre de Balboa Park a San Diego, Califòrnia. Allegiance va debutar al Broadway el 8 de novembre de 2015, amb crítiques diverses. The Guardian va dir que era "gens excepcional tot i que sovint commovedora"; Deadline la va qualificar de "triomf d'una mena poc comuna, que il·lumina un racó fosc de la nostra història amb una generositat d'esperit poc comuna". The New York Times va elogiar l'obra "ben intencionada i polida" per abordar un tema difícil alhora que intentava entretenir el seu públic, però va dir que Allegiance "lluita per equilibrar ambdues ambicions i no sempre troba un equilibri". L'Associated Press va dir que Allegiance intenta abordar els camps d'internament, la discriminació i la guerra, "però ho fa sense èxit en un musical de Broadway altisonant i genèric". Variety va escriure: "En els seus sincers esforços per 'humanitzar' el seu complex material històric, els creatius l'han simplificat massa i l'han reduït a temes genèrics". The Hollywood Reporter va dir que "els poderosos sentiments implicats són massa sovint aplanats per les lletres pedestres i les melodies immemorables de la banda sonora de Jay Kuo". USA Today va qualificar Allegiance de "tan cursi com Kansas a l'agost i tan òbvia com Lady Gaga en una catifa vermella. Però, mare meva, si no et tocarà la fibra sensible".
El 2013, Takei va ser jutge convidat al reality show TBS King of the Nerds, en què és un dels tres jutges del concurs de Cosplay.
A partir del 17 de setembre de 2013, Takei va presentar Takei's Take, una sèrie web que revisa la tecnologia de consum d'una manera per a espectadors majors de 50 anys. La sèrie està produïda per AARP.
Takei va aparèixer al número 6 de Kevin Keller on el personatge principal cita Takei com un dels seus herois. En llegir sobre Kevin amb la seva parella, Takei decideix viatjar a Riverdale i sorprendre Kevin. Takei també va escriure el pròleg del segon volum dels còmics Kevin Keller.
Takei va aparèixer al vídeo viral de la cançó de Bonnie McKee "American Girl" sincronitzant els llavis de la lletra de la seva cançó.
A partir del 2013, Takei es va convertir en la portaveu de Rooms To Go, un minorista de mobles americà. Va aparèixer en una sèrie d'anuncis de televisió on utilitzava el seu famós lema "Oh Myyy!".
El gener de 2014, el documental de Jennifer Kroot sobre Takei, To Be Takei, es va estrenar al Festival de Cinema de Sundance. També va participar a Do I Sound Gay?, un documental de David Thorpe sobre els estereotips dels patrons de parla dels homes gais.
El 2015, va produir una minisèrie de YouTube It Takeis Two amb ell mateix i Altman, descrita com una "sèrie de realitat amb guió paròdic" que també inclou la cultura d'Internet. La sèrie va durar nou episodis.
A principis del 2017, Takei va aparèixer en anuncis de televisió que promocionaven el restaurant Pizza Hut.
El 2019, Takei va publicar They Called Us Enemy, unes memòries de 208 pàgines en forma de novel·la gràfica, amb un enfocament particular en el temps d'internament de la seva família, coescrites amb Justin Eisinger i Steven Scott i il·lustrades per Harmony Becker. El llibre va rebre un American Book Award el 2020. Va narrar el documental Who's on Top? el 2020. El juny de 2021, el degà de l'Acadèmia de les Forces Aèries dels Estats Units General de Brigada Linell Letendre va anunciar que «They Called Us Enemy», que detalla tant la lluita de Takei amb l'internament com la seva comprensió de la democràcia americana, formaria part de la nova iniciativa de lectura de l'Acadèmia per a cadets. El 23 de febrer de 2022, George Takei va ser el ponent de la inauguració de la NCLS a la USAFA, on va parlar sobre el seu llibre i com el seu passat influeix en el seu futur.

## Vida personal i activisme

### Vida privada

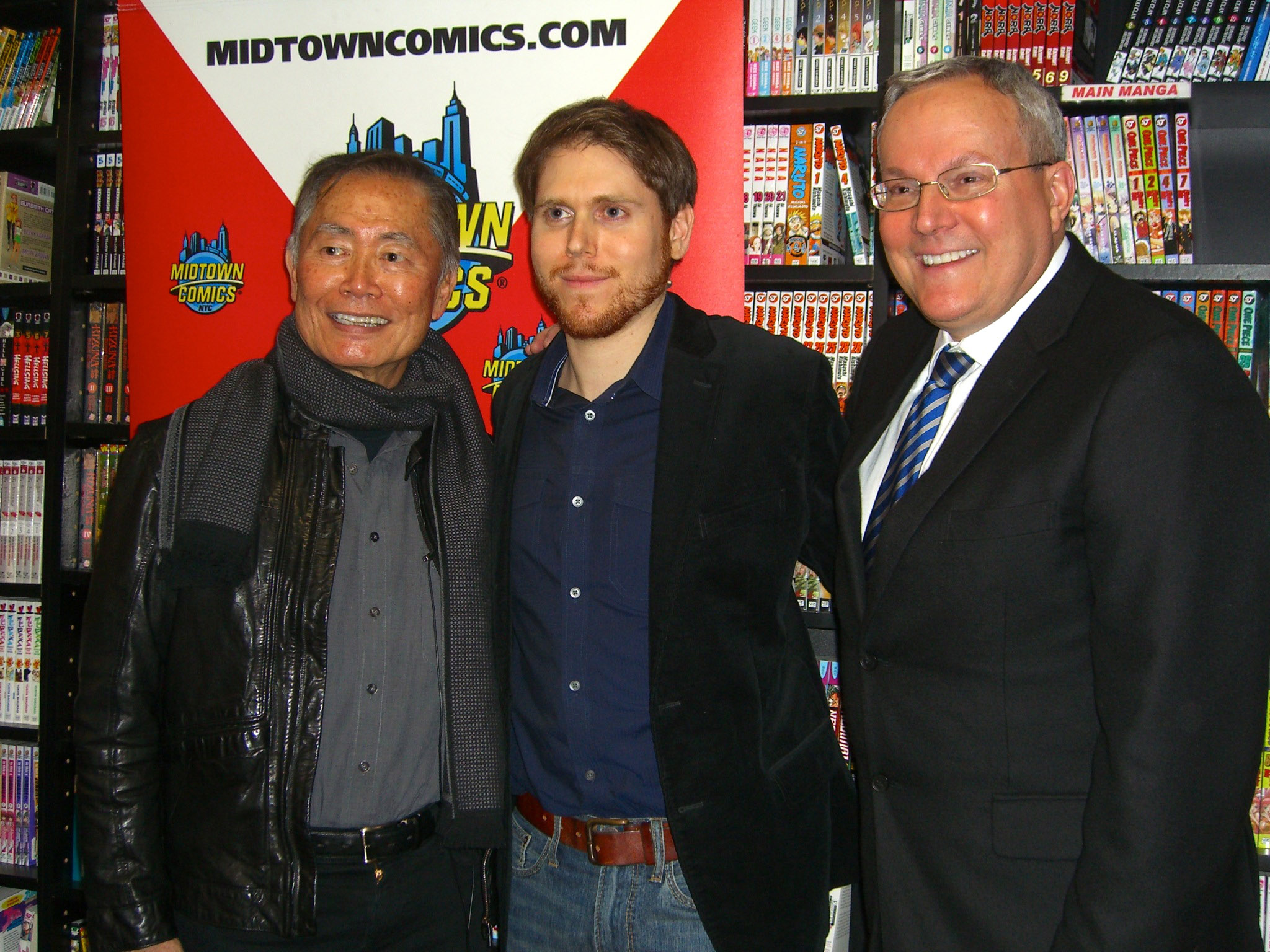
D’esquerra a dreta: Takei, el coautor de They Called Us Enemy Steven Scott, i el marit de Takei Brad Altman a Midtown Comics a Nova York.

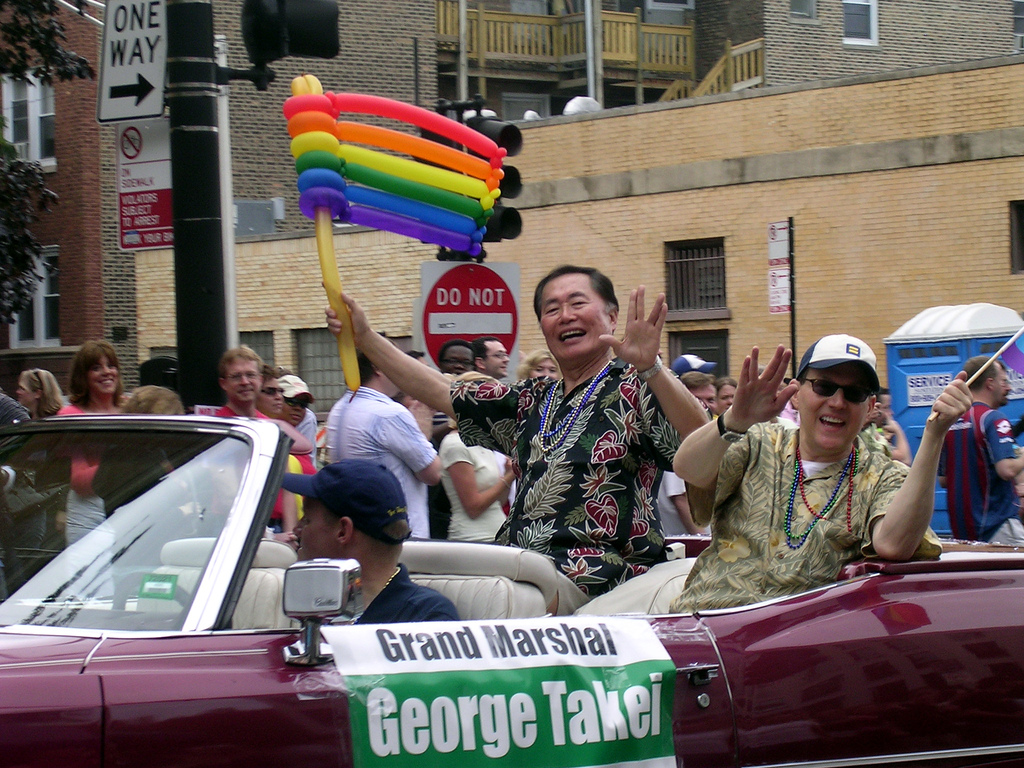
Takei a la Chicago Pride Parade in 2006

L'octubre del 2005, Takei va revelar en un número de la revista Frontiers que és gai i que havia mantingut una relació estable amb la seva parella, Brad Altman, durant 18 anys; La mesura va ser impulsada pel veto de l'aleshores governador de Califòrnia Arnold Schwarzenegger a la legislació sobre el matrimoni entre persones del mateix sexe. Takei va dir: "No és realment sortir de l'armari, cosa que suggereix obrir una porta i passar-hi. És més aviat com una llarga, llarga caminada pel que va començar com un passadís estret que comença a eixamplar-se".
Tanmateix, la sexualitat de Takei havia estat un secret a veus entre els fans de "Star Trek" des dels anys 70, i Takei no va ocultar la seva pertinença activa a organitzacions LGBTQ, incloses Frontrunners, on va desenvolupar una opinió pública amistats amb parelles obertament gais com ara Kevin i Don Norte. En una entrevista telefònica en directe amb Howard Stern el desembre de 2005, Takei va explicar: "[Nosaltres (les persones gais)] som masculines, som femenines, som afectuoses, som abusives. Som com les persones heterosexuals, pel que fa a la nostra aparença externa i al nostre comportament. L'única diferència és que estem orientats a persones del nostre propi gènere." Takei també va descriure Altman com "un sant" per ajudar a cuidar la mare malalta terminal de Takei.
Actualment, Takei és portaveu de la Campanya pels Drets Humans "Projecte de la Sortida de l'Armari".El 2006, es va embarcar en una gira nacional de conferències "Equality Trek" compartint la seva vida com a gai japonès estatunidenc, la seva relació de 18 anys amb Altman, Frontrunners i "Star Trek", animant els altres a compartir les seves pròpies històries personals. Arran de la controvèrsia del 2007 sobre l'exjugador de l'NBA Tim Hardaway, que havia declarat "Odio els gais", Takei va gravar un anunci de servei públic simulat que va començar com un missatge seriós de tolerància, i després va capgirar la truita contra Hardaway proclamant que, si bé pot odiar els gais, els gais l'estimen a ell i a altres "jugadors de bàsquet suats", i prometent a Hardaway que "tindré sexe amb tu". Això es va emetre al Jimmy Kimmel Live!. Takei també va aparèixer a la llista de Google al San Francisco Pride 2007.
El 2014, Takei va recaptar 100.000 dòlars per a un Eagle Scout adult per iniciar una sèrie web, titulada Camp Abercorn, documentant les seves experiències als Boy Scouts of America després que fos obligat a marxar, a causa de la seva política contra els adults gais. Takei va declarar: "Com a ex-escolta, em dol profundament que la BSA encara expulsi els escoltes gais quan compleixen 18 anys. Aquesta sèrie web ajudarà a educar i informar, així com a entretenir. Això rep un gran polze amunt de part meva. Fem que això passi".
El 2015, després de l'anunci de la decisió del Tribunal Suprem dels Estats Units sobre el matrimoni entre persones del mateix sexe, Obergefell contra Hodges, Takei va criticar la dissidència de Clarence Thomas i va qualificar Thomas de "pallasso amb blackface". Després de defensar els seus comentaris durant més d'una setmana, Takei es va disculpar per la seva redacció.
Takei va ser criticat per la seva resposta a Twitter al tiroteig de Steve Scalise el juny de 2017. Qualificant Scalise de "intolerant" i "homòfob", Takei va criticar la seva oposició prèvia al matrimoni entre persones del mateix sexe i va comentar que Crystal Griner, l'agent que va salvar Scalise, era lesbiana. La resposta de Takei va ser molt criticada, i Jake Tapper la va qualificar d'"insondable".

### Matrimoni
El 16 de maig de 2008, Takei va anunciar que ell i Altman es casarien. Van ser la primera parella del mateix sexe a sol·licitar una llicència de matrimoni a West Hollywood. El 17 de juny, poc després que Takei i Altman obtinguessin la llicència de matrimoni, van difondre la notícia fent una roda de premsa fora de l'auditori de la ciutat de West Hollywood. Es van casar el 14 de setembre de 2008 al Democracy Forum del Museu Nacional Nipoamericà a Los Angeles, de la qual Takei és un dels fundadors i és membre del seu consell d'administració. Walter Koenig va ser el seu padrí de casament, i Nichelle Nichols, evitant el títol de "matrona d'honor", va ser la "padrina". Va presidir la cerimònia el reverend William Briones del Temple Budista Nishi Hongwanji de Los Angeles.
Takei i Altman van aparèixer en una edició de famosos del programa de televisió The Newlywed Game, que la cadena de cable GSN va emetre el 13 d'octubre de 2009. Van ser la primera parella del mateix sexe que va aparèixer al programa. Takei i Altman van guanyar el partit, guanyant 10.000 dòlars per a la seva organització benèfica, el Museu Nacional Nipomericà.
El febrer de 2010, Takei i Altman es van convertir en la segona parella del mateix sexe a aparèixer al programa de concursos britànic All Star Mr & Mrs, perdent contra el jugador de rugbi Phil Vickery i la seva dona Kate.

### Política
Takei va ser delegat suplent de Califòrnia a la Convenció Nacional Demòcrata de 1972. L'any següent es va presentar a un escó a l'Ajuntament de Los Angeles, acabant segon de cinc candidats a l'elecció especial i perdent per 1.647 vots; el guanyador, David Cunningham Jr., va rebre el 42% dels vots emesos i Takei va rebre el 33%. Durant la campanya, la candidatura de Takei a l'ajuntament va fer que una emissora local deixés d'emetre les repeticions de la sèrie original "Star Trek" fins després de les eleccions i que KNBC-TV substituís l'episodi d'estrena de la sèrie animada "Star Trek" programada per la cadena per un altre en què no apareixia el seu personatge, en un intent d'evitar violar la regla d'igualtat de temps de la FCC. Els altres candidats a la cursa es van queixar que la veu distintiva i potent de Takei per si sola, fins i tot sense la seva imatge a la televisió cada setmana, creava un avantatge injust.
L'alcalde de Los Angeles Tom Bradley va nomenar Takei més tard al consell d'administració del Districte de Trànsit Ràpid del Sud de Califòrnia, convertint-lo en part de l'equip que va iniciar i planificar el sistema de metro de Los Angeles. Takei va ser cridat a abandonar el plató de Star Trek: La pel·lícula el 1978 per emetre el vot de desempat per a la creació del sistema de metro de Los Angeles. Va formar part de la junta del 1973 al 1984.
El 1980, Takei va iniciar una campanya per a diputat de l'Assemblea Estatal de Califòrnia (Districte 46) des de l'àrea metropolitana de Los Angeles. Tanmateix, va optar per retirar-se després que el seu oponent impugnés l'emissió d'episodis de "Star Trek" a la televisió local segons les regulacions de "temps igualitari" de la Doctrina d'eqüitat de la Comissió Federal de Comunicacions, dient també que "aquest és el moment equivocat per interrompre la meva carrera com a actor i autor". També va aparèixer com a comandant d'un camp de presoners de guerra japonès sàdic a la pel·lícula de la Segona Guerra Mundial Return from the River Kwai (1989).
El novembre de 2010, Takei va publicar un anunci de servei públic criticant Clint McCance, que en aquell moment era vicepresident del consell escolar del districte escolar de Midland, al sud del comtat d'Independence (Arkansas). Al vídeo, Takei va anomenar repetidament McCance "un carallot". El vídeo de Takei es va fer com a resposta a uns comentaris descaradament homòfobs de McCance, afirmant que "gaudia del fet que [les persones gais] es transmetin la SIDA i morin". McCance va continuar animant les persones gais a suïcidar-se i va declarar que repudiaria els seus fills si fossin gais. McCance va dimitir més tard del seu càrrec al consell escolar de Midland. Takei va ser elogiat per la seva resposta a McCance i va obtenir molta atenció mediàtica amb l'anunci de servei públic.

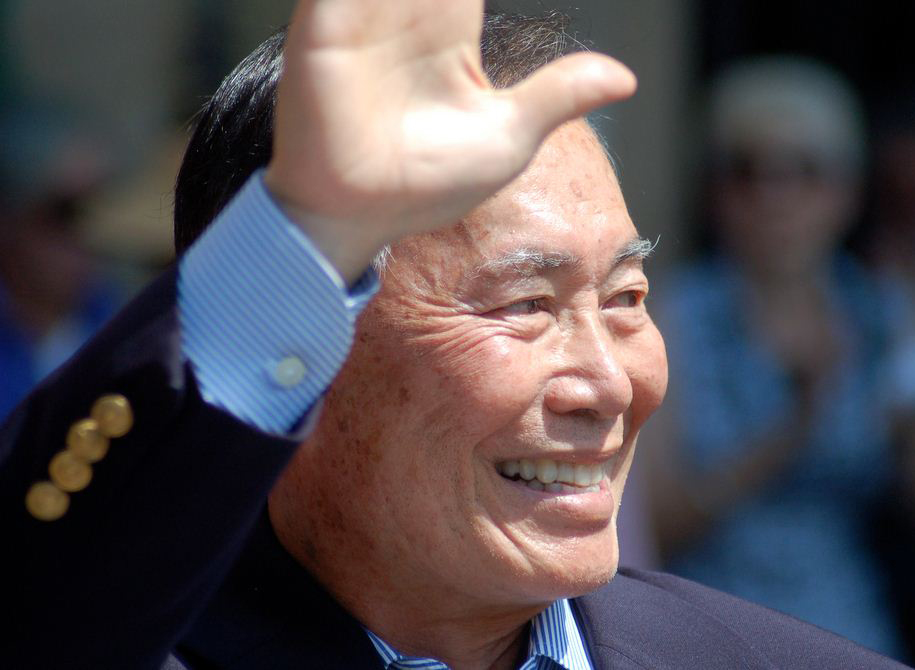
Takei al setembre de 2012

El maig de 2011, en resposta a un projecte de llei de la legislatura estatal de Tennessee que prohibia als professors o estudiants utilitzar qualsevol llenguatge que al·ludís a l'existència de l'homosexualitat, Takei va publicar un altre anunci de servei públic en què oferia el seu nom, suggerint que la gent podia simplement substituir-lo per "gai". Per exemple, podien donar suport al "matrimoni Takei" o veure "desfilades de l'orgull Takei"; o fins i tot utilitzar insults com ara "That's so Takei", o cantar "Don we now our Takei apparel" durant la temporada de vacances.
Takei va commemorar el 70è aniversari de l'internament d'americans d'ascendència japonesa, inclòs ell mateix de petit, demanant als seus lectors que contactessin amb el Congrés dels Estats Units per bloquejar la Llei d'Autorització de Defensa Nacional, que "autoritzaria una autoritat similar i àmplia, atorgada al president, per ordenar la detenció —sense càrrecs ni judici— de qualsevol persona sospitosa d'estar associada amb una 'organització terrorista'".
El 8 de desembre de 2015, després de la crida de Donald Trump a prohibir a tots els musulmans viatjar als Estats Units, Takei va aparèixer a MSNBC per denunciar-lo: "És irònic que fes aquest comentari el 7 de desembre, Dia de Pearl Harbor, el mateix esdeveniment que ens va portar a aquests camps d'internament", va dir Takei. "[Una comissió del Congrés] va descobrir que tres coses van provocar això. Una va ser la histèria racial, la segona la histèria bèl·lica i la tercera el fracàs del lideratge polític. Donald Trump és l'exemple perfecte d'aquest fracàs... Del que parla Donald Trump és quelcom que farà que el seu logotip sigui 'Amèrica deshonrada de nou'." Durant la transició després de les l'elecció de Trump, Carl Higbie va citar l'internament de japonesos americans com un precedent històric per a un registre de Musulmans. Takei va descriure els comentaris de Higbie com a "perillosos" i va continuar dient a The Last Word with Lawrence O'Donnell que "el [r]registre de qualsevol grup de persones, i certament el registre dels musulmans, és un preludi a l'internament".
El 31 de març de 2017, Takei va anunciar la seva intenció de desafiar Devin Nunes, representant republicà de la Cambra de Representants pel 22è districte de Califòrnia. Unes hores més tard, va reconèixer que tot havia estat una broma del dia d'enganyar i en canvi va anunciar el seu suport a Jon Ossoff, que es presentava a les  eleccions del 6è districte congressional de Geòrgia de 2017. Tot i que Ossoff no va guanyar l'escó a la Cambra de Representants, sí que va esdevenir senador de Geòrgia el 2021.
Takei va ser president del Consell de Governadors d'East West Players, un dels teatres pioners de l'Àsia-Pacífic americà als Estats Units, fins al 2018. Aquell mateix any, va interpretar els papers de Sam Kimura i Ojii-San a la producció conjunta d'Allegiance d'East West Players i el Japanese American Cultural & Community Center. Durant la gira de premsa de la producció, va parlar obertament sobre els paral·lelismes que veia entre l'ambientació del musical durant la Segona Guerra Mundial i el clima polític actual dels Estats Units.
Takei i el seu marit Brad Altman són propietaris d'una publicació digital amb seu a la ciutat de Nova York anomenada Second Nexus que publica "notícies amb comentaris des d'una perspectiva progressista".
En el període previ a les eleccions presidencials dels Estats Units de 2024, Takei va sortir amb contundència a favor de Kamala Harris mentre criticava Donald Trump. Va escriure en un article d'opinió al Daily Beast que considerava Trump un creador d'un "caos cruel" a qui s'havia d'impedir que tornés a assumir el càrrec. Takei també va criticar els protestants contra la guerra de Gaza per no donar suport a la campanya presidencial de Harris, afirmant que "dubto que parlin per la majoria dels progressistes."

### Creences religioses
Takei és budista. El seu pare practicava el budisme zen i la seva mare practicava el budisme Shin. Va mantenir un petit santuari quan la família va ser empresonada en un camp d'internament durant la Segona Guerra Mundial. Després de la guerra, Takei va assistir a l'escola dominical al Temple budista Senshin de Los Angeles. Takei i el seu marit Brad Altman es van casar el 2008 en un ritual budista realitzat pel reverend William Briones.

### Anglofília
Takei és un àvid anglòfil. Al seu lloc web personal diu: "Els que em coneixen saben que sóc un anglòfil inconvertible, o més àmpliament, un britanòfil, cosa que inclou també el meu afecte per Escòcia i Gal·les. M'encanten les coses britàniques. El meu cotxe és britànic. El meu armari, en bona part, és britànic. Fins i tot m'encanta el menjar de Londres; crec que el menjar britànic ha sacsejat la seva percepció predominant com a indigestible i s'ha tornat força meravellós. Intento anar a Gran Bretanya per vacances tan sovint com puc. M'encanten les coses britàniques".

### Facebook

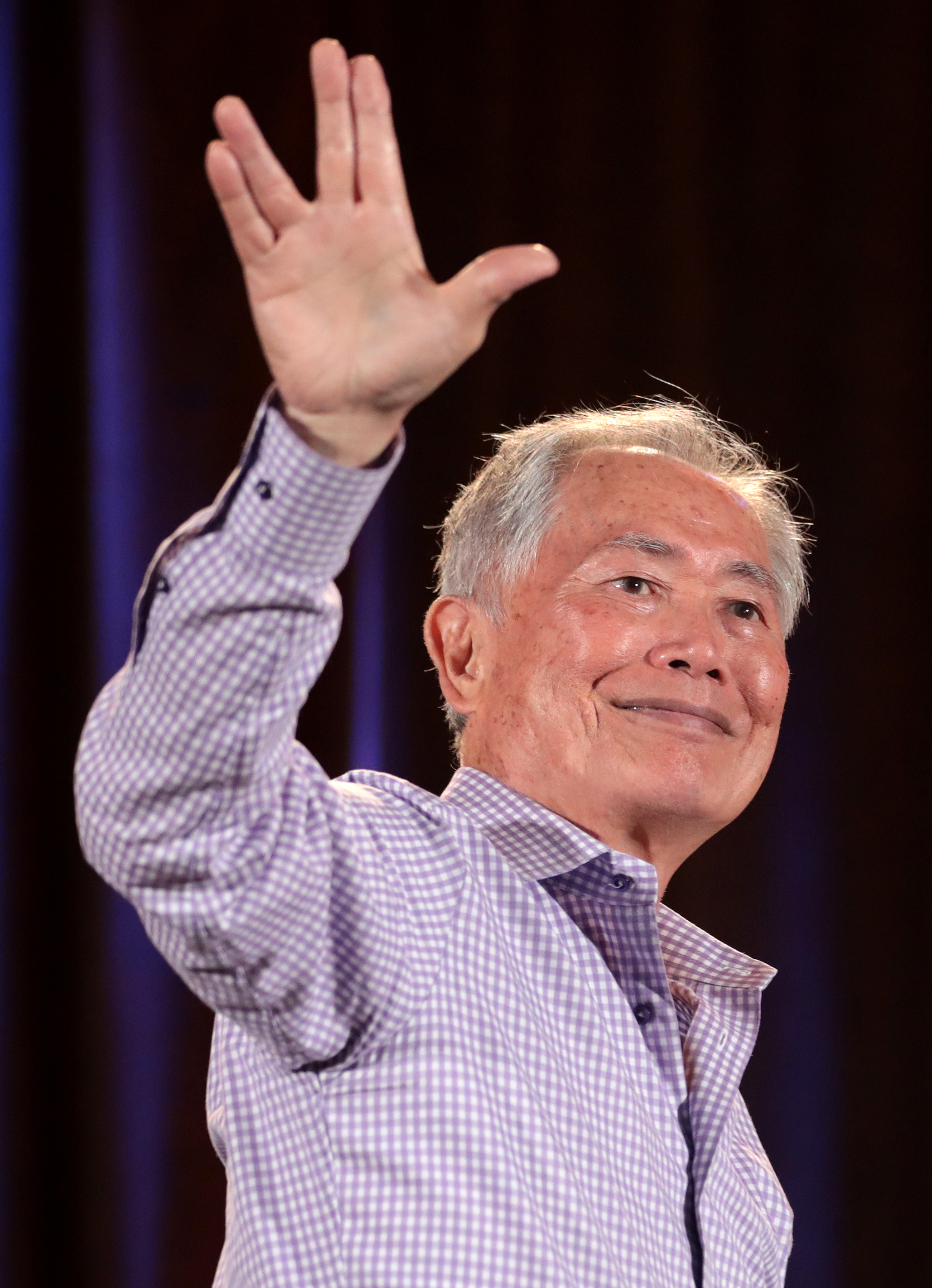
Takei la Comicon de Phoenix de 2019

Takei també ha cridat l'atenció per la seva pàgina de Facebook, on les seves publicacions diàries d'imatges humorístiques (moltes de les quals estan relacionades amb la ciència-ficció, la cultura LGBT i la sàtira política) han atret més de 9 milions de seguidors, alguns dels quals no coneixen Takei ni Star Trek. Ha estat lloat com "el noi més divertit de Facebook". El setembre de 2013, Takei va utilitzar la seva pàgina de Facebook per defensar Nina Davuluri, que va ser objectiu d'una reacció negativa de comentaris racistes i xenòfobs després de ser nomenada Miss Amèrica 2014. Més tard va aparèixer en una entrevista conjunta d'ABC amb Davuluri, en què ella va revelar que és una Trekkie. Takei li va dir: «A Star Trek tenim aquest credo: 'Diversitat infinita en combinacions infinites'. D'això tractava la Flota Estel·lar, així que tu en formes part». Davuluri va acabar l'entrevista dient: "He de dir 'Llarga vida i prospera'", moment en què Takei li va oferir la salutació vulcaniana, que ella va retornar. Tanmateix, Takei també va rebre crítiques d'algunes persones amb discapacitat el 2014 per la seva publicació d'un meme a Facebook i Twitter que mostrava una dona en cadira de rodes aixecant-se per agafar alguna cosa del prestatge superior d'una botiga i amb el peu de foto "hi ha hagut un miracle a la zona de l'alcohol". [sic]. Les persones amb discapacitat van respondre que no cal que les persones estiguin paralitzades per necessitar cadires de rodes; Takei va eliminar la publicació i es va disculpar a Facebook pels seus comentaris.

### Acusació de conducta sexual inapropiada desmentida
El novembre de 2017, l'exactor i model Scott R. Brunton va dir a The Hollywood Reporter que Takei el va drogar i tocar al seu apartament el 1981, quan Brunton tenia 23 anys. Takei va negar l'acusació, escrivint a Twitter: "M'he esclafat el cervell per preguntar si recordo el Sr. Brunton, i no puc dir que sí... Els actes no consentits són tan antitètics als meus valors i les meves pràctiques, que la sola idea que algú m'acusi d'això és força dolorosa personalment".
El 24 de maig de 2018, Shane Snow del New York Observer va informar que Brunton havia "canviat la seva història", descrivint la seva trobada amb Takei com una "gran història de festa" i confessant que "no recordava cap toc" dels seus genitals. Snow també va consultar toxicòlegs, que van suggerir que Brunton probablement tenia hipotensió ortostàtica en lloc d'una beguda drogada, i un exfiscal adjunt sènior del districte, que va sostenir que "no hi ha res a processar" si era el cas que Takei va deixar de tenir contacte físic amb Brunton després que se li denegués el consentiment. Aquell mateix mes, Takei va publicar l'article de Snow a les seves plataformes de xarxes socials mentre perdonava públicament a Brunton les seves malifetes, afirmant: "malgrat el que ens ha fet passar, no li guardo cap mala voluntat al Sr. Brunton i li desitjo pau".

## Premis i reconeixements

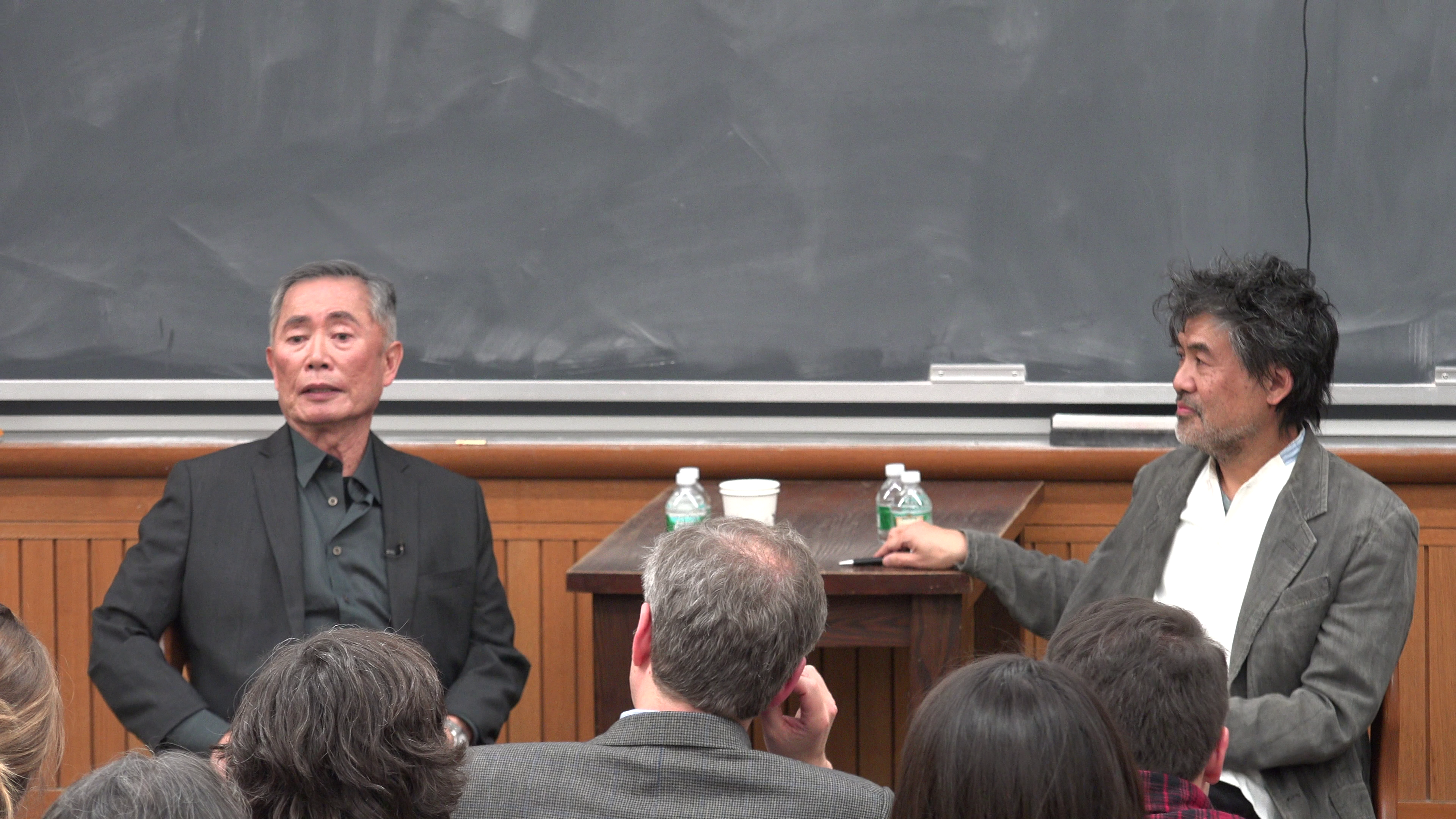
George Takei i David Henry Hwang parlant sobre Allegiance a la Universitat de Colúmbia a finals del 2015

El 1986, Takei va ser inclòs al Passeig de la Fama de Hollywood amb una estrella al número 6681 de Hollywood Boulevard pel seu treball a la televisió.
El 2004, el govern del Japó va conferir a Takei l'Ordre del Sol Naixent, Raigs d'Or amb Roseta, que representa la quarta classe més alta de les sis associades amb el premi. Aquesta condecoració va ser lliurada en reconeixement de les seves contribucions a les relacions entre el Japó i els Estats Units.
L'asteroide 7307 Takei rep el seu nom en honor seu. En assabentar-se de la decisió de posar-li el seu nom a l'asteroide, va dir: "Ara sóc un cos celeste. Ho vaig descobrir ahir... Em va quedar bocabadat. Va sortir del cel blau i clar, com un asteroide".
El novembre de 2007, Takei va rebre un Premi a la Trajectòria per part de la Festival de Cinema Asiàtic de San Diego.
El juny de 2012, l'Associació Humanista Americana va atorgar a Takei el Premi Humanista LGBT.
El juliol de 2013, l'Associació Nacional de Professionals Asiàtics Americans va homenatjar Takei amb el premi NAAAP100 per les seves contribucions a la comunitat asiàtica.
El maig de 2014, la Gay & Lesbian Alliance Against Defamation va homenatjar Takei amb el GLAAD Vito Russo Award, que es lliura a un professional dels mitjans de comunicació obertament LGBT que ha marcat una diferència significativa en la promoció de la igualtat per a la comunitat LGBT.
El maig de 2015, el Museu Nacional Nipoamericà va honorar Takei amb la seva Medalla d'Honor Distingida per la seva Trajectòria i Servei Públic al Sopar de Gala del Museu Nacional Nipoamericà de 2015 a Los Angeles.
El 10 de juny de 2016, la Universitat Estatal de Califòrnia, Los Angeles va atorgar a Takei un Doctorat Honoris Causa en Lletres Humanes per les seves contribucions. El 2019, va rebre el Premi Inkpot.
L'1 d'abril de 2020 es va anunciar que Takei seria el portador final de la torxa dels Jocs Olímpics d'estiu de Tòquio 2021, que es van ajornar. El 2 d'abril va anunciar que era una broma del dia d'enganyar.
El 28 de setembre de 2022, Takei va ser guardonat amb un doctorat honoris causa per la Universitat d'Austràlia Meridional en reconeixement del seu distingit servei a la comunitat.

## Filmografia

### Cinema
| Any  | Pel·lícula                             | Paper                                                       | Format                     | Notes                                       |
| ---- | -------------------------------------- | ----------------------------------------------------------- | -------------------------- | ------------------------------------------- |
| 1957 | Rodan                                  | Professor Kashiwagi (només veu en off)                      | Només veu en anglès        | Versió dels EUA                             |
| 1958 | Imperi de titans                       | Wang                                                        |                            |                                             |
| 1959 | Godzilla contraataca                   | Comandant de la Llanxa de Desembarcament (només veu en off) | Només veu en anglès        | Versió dels EUA                             |
| 1959 | Quan bull la sang                      | Soldat a l'hospital (sense acreditar)                       | Batalla del Mar del Corall | Operador de ràdio japonès (sense acreditar) |
| 1960 | Hell to Eternity                       | George                                                      |                            |                                             |
| 1961 | A Majority of One                      | Butler                                                      |                            |                                             |
| 1963 | PT-109                                 | Timoner a bord del destructor japonès (sense acreditar)     |                            |                                             |
| 1965 | Red Line 7000                          | Kato                                                        |                            |                                             |
| 1966 | Walk, Don't Run                        | Capità de policia                                           |                            |                                             |
| 1968 | The Green Berets                       | Capità Nghiem                                               |                            |                                             |
| 1970 | On és el front?                        | Yamashita                                                   |                            |                                             |
| 1972 | Josie's Castle                         | Ken Tanaka                                                  |                            |                                             |
| 1979 | Star Trek: La pel·lícula               | Tinent comandant Sulu                                       |                            |                                             |
| 1982 | Star Trek 2: La còlera del Khan        | Comandant Sulu                                              |                            |                                             |
| 1984 | Star Trek 3: A la recerca de Spock     | Comandant Sulu                                              |                            |                                             |
| 1986 | Star Trek 4: Missió salvar la Terra    | Comandant Sulu                                              |                            |                                             |
| 1989 | Star Trek: L'última frontera           | Comandant Sulu                                              |                            |                                             |
| 1989 | Return from the River Kwai             | Tinent Tanaka                                               |                            |                                             |
| 1990 | Blood Oath/Prisoners of the Sun        | Vice-Almirall Baró Takahashi                                |                            |                                             |
| 1991 | Star Trek VI: The Undiscovered Country | Capità Sulu                                                 |                            |                                             |
| 1993 | Live by the Fist                       | Oncle Coronado                                              |                            |                                             |
| 1994 | Oblivion                               | Doc Valentine                                               |                            |                                             |
| 1996 | Oblivion 2: Backlash                   | Doc Valentine                                               |                            | Directe a vídeo                             |
| 1998 | Mulan                                  | Primer ancestre                                             | Veu                        |                                             |
| 1998 | Bug Buster                             | Dr. Hiro Fujimoto                                           |                            | Directe a vídeo                             |
| 2004 | Mulan II                               | Primer ancestre                                             | Veu                        |                                             |
| 2008 | The Great Buck Howard                  | Ell mateix                                                  |                            |                                             |
| 2008 | Ninja Cheerleaders                     | Ninja Sensei Hiroshi                                        |                            |                                             |
| 2008 | Futurama: Bender's Game                | Ell mateix                                                  | Veu                        | Cameo                                       |
| 2008 | You Don't Mess with the Zohan          | Ell mateix                                                  |                            | Cameo                                       |
| 2009 | L'Scooby-Doo i l'espasa del samurai    | Vell samurai                                                | Veu                        |                                             |
| 2011 | Larry Crowne                           | Dr. Ed Matsutani                                            |                            |                                             |
| 2012 | Strange Frame                          | Tamadamsa                                                   | Voice                      |                                             |
| 2012 | Space Milkshake                        | Gary                                                        | Voice                      |                                             |
| 2013 | Free Birds                             | S.T.E.V.E.                                                  | Voice                      |                                             |
| 2014 | Eat With Me                            | Ell mateix                                                  |                            |                                             |
| 2014 | To Be Takei                            | Ell mateix                                                  |                            |                                             |
| 2014 | Axel: El petit gran heroi              | Ancià                                                       | Veu                        |                                             |
| 2015 | Entourage                              | Ell mateix                                                  |                            | Cameo                                       |
| 2015 | The Gettysburg Address                 | Ell mateix                                                  |                            |                                             |
| 2016 | Kubo and the Two Strings               | Hosato                                                      | Veu                        |                                             |
| 2017 | Yamasong: March of the Hollows         | Ancià Masook                                                | Veu                        |                                             |
| 2022 | Paws of Fury: The Legend of Hank       | Ohga                                                        | Veu                        |                                             |

### Televisió
| Any          | Programa                                 | Paper                                                             | Notes                                                  |
| ------------ | ---------------------------------------- | ----------------------------------------------------------------- | ------------------------------------------------------ |
| 1959         | Perry Mason                              | Toma Sakai                                                        | Episodi: "The Case of the Blushing Pearls" S3E4        |
| 1960         | Assignment: Underwater                   | Kenji                                                             | Episodi: "A Matter of Honor"                           |
| 1960-1961    | Hawaiian Eye                             | Hiroshi Kawagani                                                  | Episodi: "Sword of the Samurai" S1E18                  |
| 1960-1961    | Hawaiian Eye                             | Yen Fu                                                            | Episodi: "Jade Song" S2E5                              |
| 1960-1961    | Hawaiian Eye                             | Larry Chang                                                       | Episodi: "The Manchu Formula" S2E34                    |
| 1960-1961    | Hawaiian Eye                             | Thomas Jefferson Chu                                              | Episodi: "Thomas Jefferson Chu" S3E5                   |
| 1964         | La Dimensió Desconeguda                  | Arthur Takamori                                                   | Episodi: "The Encounter"                               |
| 1964-1965    | My Three Sons                            | Jimmy Soo                                                         | Episodi: "My Fair Chinese Lady"                        |
| 1964-1965    | My Three Sons                            | Won Tsun                                                          | Episodi: "The Hong Kong Story"                         |
| 1964-1965    | My Three Sons                            | Ham Radio Operator                                                | Episodi: "Lady in the Air"                             |
| 1965         | Voyage to the Bottom of the Sea          | Major Lee Cheng                                                   | Episodi: "The Silent Saboteurs"                        |
| 1965         | Death Valley Days                        | Wong Lee                                                          | Episodi: "The Book"                                    |
| 1966         | I Spy                                    | Yuze                                                              | Episodi: "The Barter"                                  |
| 1966–1969    | Star Trek                                | Tt. Sulu                                                          | Repartiment Principal, 52 episodis                     |
| 1966         | Mission: Impossible                      | Roger Lee                                                         | Episodi: "The Carriers"                                |
| 1968         | It Takes a Thief                         | Wo                                                                | Episodi: "To Catch a Roaring Lion"                     |
| 1969         | The Courtship of Eddie's Father          | Mr. Sato                                                          | Episodi: "Gentleman Friend"                            |
| 1970         | Marcus Welby, M.D.                       | Fred                                                              | Episodi: "To Get Through the Night"                    |
| 1971         | Ironside                                 | Tsutomu Watari                                                    | Episodi: "No Motive for Murder"                        |
| 1973–1974    | Star Trek: La sèrie animada              | Lt. Sulu                                                          | Veu, paper principal                                   |
| 1974         | The Six Million Dollar Man               | Chin Ling                                                         | Episodi: "The Coward"                                  |
| 1975         | Hawaii Five-0                            | Nathaniel Blake                                                   | Episodi: "Death's Name Is Sam"                         |
| 1976         | Black Sheep Squadron                     | Maj. Kato                                                         | Episodi: "Up for Grabs"                                |
| 1978         | Vega$                                    | Dr. Takahama                                                      | Episodi: "Ghost of the Ripper"                         |
| 1985         | General Hospital                         | Diem                                                              | recurrent                                              |
| 1986         | MacGyver                                 | Dr. Shen Wei                                                      | Episodi: "The Wish Child"                              |
| 1986         | The New Adventures of Jonny Quest        | Chin                                                              | Episodi: "Secret of the Clay Warriors"                 |
| 1986         | Blacke's Magic                           | Casey Watanabe                                                    | Episodi 10: "A Friendly Game of Showdown"              |
| 1987         | Miami Vice                               | Kenneth Togaru                                                    | Episodi: "By Hooker by Crook"                          |
| 1987         | S'ha escrit un crim                      | Bert Tanaka                                                       | Episodi: "The Bottom Line is Murder"                   |
| 1991–2016    | Els Simpsons                             | Restaurant Owner, Akira, Waiter, Wink, Game Show Host, Ell mateix | Veu, 5 episodis                                        |
| 1995         | Kissinger and Nixon                      | Lê Đức Thọ                                                        | Telefilm                                               |
| 1995         | Kung Fu: The Legend Continues            | Coronel Ong                                                       | Episodi: "The Return of Sing Ling"                     |
| 1996         | 3rd Rock from the Sun                    | Ell mateix                                                        | Episodi: "Hotel Dick"                                  |
| 1996         | Spider-Man: La sèrie animada             | Wong                                                              | Veu, episodi: "Doctor Strange"                         |
| 1996         | Star Trek: Voyager                       | Capt. Sulu                                                        | Episodi: "Salt enrere"                                 |
| 1996–1997    | Space Cases                              | Senyor de la guerra Shank                                         |                                                        |
| 1996–2004    | Hey Arnold!                              | Kyo Heyerdahl                                                     | Veu, 2 episodis                                        |
| 1998         | Hercules                                 | Ptolemeu                                                          | Veu, episodi: "Hercules and the Falling Star"          |
| 1999         | Batman Beyond                            | Mr. Fixx                                                          | Veu, episodi: "Rebirth"                                |
| 2002–2007    | Kim Possible                             | Master Sensei                                                     | Veu, 3 episodis                                        |
| 2002         | Samurai Jack                             | Guerrer No. 4                                                     | Veu, episodi: "Jack vs. Demongo, the Soul Collector"   |
| 2002–2013    | Futurama                                 | Ell mateix                                                        | Veu, 4 episodis                                        |
| 2002         | Jackie Chan Adventures                   | Alt místic                                                        | Veu, episodi: "The Chosen One"                         |
| 2004         | Scrubs                                   | Sacerdot                                                          | Episodi: "My Best Friend's Wedding"                    |
| 2005         | Avatar: l'últim mestre de l'aire         | Guàrdia de la presó de la Nació del Foc                           | Veu, episodi: "Imprisoned"                             |
| 2006         | Malcolm in the Middle                    | Ell mateix                                                        | Episodi: "Hal Grieves"                                 |
| 2006         | Psych                                    | Ell mateix                                                        | Episodi: "Shawn vs. the Red Phantom"                   |
| 2006         | Will & Grace                             | Ell mateix                                                        | Episodi: "Buy, Buy Baby"                               |
| 2007         | Cory in the House                        | Ronald                                                            | Episodi: "Air Force One Too Many" (missing info)       |
| 2007         | El Tigre: The Adventures of Manny Rivera | El setè samurai                                                   | Veu, episodi: "Rising Son"                             |
| 2007–2010    | Herois                                   | Kaito Nakamura                                                    |                                                        |
| 2008         | Star Wars: The Clone Wars                | General Lok Durd                                                  | Veu, episodi: "Defenders of Peace"                     |
| 2008         | I'm a Celebrity...Get Me Out of Here!    | Ell mateix/participant                                            | Tercer lloc / 20 episodis                              |
| 2008–2009    | Chowder                                  | Foie Gras                                                         | Veu, 2 episodis                                        |
| 2009         | Transformers: Animated                   | Yoketron                                                          | Veu, episodi: "Five Servos of Doom"                    |
| 2009         | Party Down                               | Ell mateix                                                        | Episodi: "Stennheiser-Pong Wedding Reception"          |
| 2009         | The Super Hero Squad Show                | Galactus                                                          | Veu, 3 episodis                                        |
| 2010         | The Big Bang Theory                      | Ell mateix                                                        | Episodi: "The Hot Troll Deviation"                     |
| 2010         | The Suite Life on Deck                   | Rome Tipton                                                       | Episodi: "Starship Tipton"                             |
| 2010         | Scooby-Doo! Mystery Incorporated         | Mr. Wang, White Wizard                                            | Veu, episodi: "The Dragon's Secret"                    |
| 2010         | Community                                | Ell mateix/narrador                                               | Episodi: "Epidemiology"                                |
| 2010         | True Justice                             | Tanaka                                                            | 2 episodis                                             |
| 2011–2013    | Supah Ninjas                             | Hologramps, Avi dolent                                            | Paper principal                                        |
| 2011         | Fish Hooks                               | Bird, Robot                                                       | Veu, 2 episodis                                        |
| 2011–2012    | Pound Puppies                            | Mr. Julius                                                        | Veu, 2 episodis                                        |
| 2012, 2014   | Archer                                   | Mr. Moto                                                          | Veu, 2 episodis                                        |
| 2010–2012    | Adventure Time                           | Ricardio the Heart Guy                                            | Veu, 2 episodis                                        |
| 2012         | Hawaii Five-0                            | Oncle Choi                                                        | Episodi: "Kahu"                                        |
| 2012         | The Celebrity Apprentice                 | Ell mateix/participant                                            | 16è lloc; 4 episodis                                   |
| 2012         | Phineas and Ferb                         | Màquina de Reforç Positiu                                         | Veu, episodi: "Perry the Actorpus"                     |
| 2012–2013    | Transformers: Prime                      | Alpha Trion                                                       | Veu, 2 episodis                                        |
| 2013         | The New Normal                           | Sam                                                               | 1 episodi                                              |
| 2013–2014    | The Neighbors                            | Comandant Suprem/Pare                                             | Paper recurrent                                        |
| 2013         | Ultimate Spider-Man                      | Monjo Ancià                                                       | Veu, episodi: "Journey of the Iron Fist"               |
| 2013         | Lost Girl                                | Home serp/ Amphisbaena                                            | 1 episodi                                              |
| 2014         | King of the Nerds                        | Ell mateix                                                        | 1 episodi                                              |
| 2014         | Real Husbands of Hollywood               | Ell mateix                                                        | Episodi: "Don't Vote for Nick"                         |
| 2014         | Through the Keyhole                      | Ell mateix                                                        | 1 episodi                                              |
| 2014         | Kung Fu Panda: Legends of Awesomeness    | Mestre Cheng                                                      | Veu, episodi: "The Real Dragon Warrior"                |
| 2015         | Penn Zero: Part-Time Hero                | Pare de Sashi                                                     | Veu, 2 episodis                                        |
| 2015         | Hot in Cleveland                         | Rev. Matsuda                                                      | Episodi: "Duct Soup"                                   |
| 2015         | Miles from Tomorrowland                  | Spectryx                                                          | Veu, episodi: "Eye to Eye"                             |
| 2015         | BoJack Horseman                          | Narrador d'audiollibre                                            | Veu, episodi: "Brand New Couch"                        |
| 2015–present | Robot Chicken                            | Vàries veus                                                       | 2 episodis                                             |
| 2015         | Regular Show                             | Daisuke                                                           | Veu, episodi: "Just Friends"                           |
| 2016, 2020   | Bubble Guppies                           | Major Bummer, Master Rakunuki                                     | Veu, "Space Guppies!" i "Ninja Season!"                |
| 2016         | The 7D                                   | Dr. Sweet Tooth                                                   | Veu, episodi: "Smarty Tooth"                           |
| 2016         | Almost Royal                             | Ell mateix                                                        | Episodi: "Future"                                      |
| 2016–2019    | Elena of Avalor                          | Rei Toshi                                                         | Veu, 2 episodis                                        |
| 2017         | Fresh Off the Boat                       | Bernard                                                           | 2 episodis                                             |
| 2019         | The Terror                               | Yamato-san                                                        | Temporada 2                                            |
| 2019         | Star Trek: Short Treks                   | Hikaru Sulu                                                       | Arxiu d'audio utilitzat a l'episodi: "Ephraim and Dot" |
| 2020         | Love Monster                             | Vell Panda                                                        |                                                        |
| 2020         | Scooby-Doo and Guess Who?                | Ell mateix                                                        | Veu, episodi: "Hollywood Knights!"                     |
| 2020         | La Dimensió Desconeguda                  | Kanamit No. 1                                                     | Episodi: "You Might Also Like"                         |
| 2020         | Amphibia                                 | Mr. Littlepot                                                     | Veu, episodi: "The Shut-In!"                           |
| 2021         | Star Wars: Visions                       | Senshuu                                                           | Veu, episodi: "Akakiri"; English dub                   |
| 2021         | Hit-Monkey                               | Shinji Yokohama                                                   | Veu, paper principal                                   |
| 2022         | Jellystone!                              | So-So                                                             | Veu, episodi: "Balloon Kids"                           |
| 2022         | He-Man and the Masters of the Universe   | Mer-Man                                                           | Veu, 3 episodis                                        |
| 2022         | Resident Alien                           | Grey Alien                                                        | Veu, 2 episodis                                        |
| 2022         | Star Trek: Lower Decks                   | Hikaru Sulu                                                       | Veu, episodi: "Crisis Point 2: Paradoxus"              |
| 2022         | Call Me Kat                              | Ell mateix                                                        | Episodi: "Call Me Chrismukkah"                         |
| 2023         | Gremlins: Secrets of the Mogwai          | Noggin                                                            | Veu, 5 episodis                                        |
| 2023         | Blue Eye Samurai                         | Seki                                                              | Veu                                                    |
| 2024         | Avatar: l'últim mestre de l'aire         | Koh the Face Stealer                                              | Veu, Episodi: "Spirited Away"                          |

### Videojocs
| Any  | Títol                                           | Paper               | Notes              |
| ---- | ----------------------------------------------- | ------------------- | ------------------ |
| 1994 | Star Trek: 25th Anniversary                     | Hikaru Sulu         | CD-ROM version     |
| 1995 | Star Trek: Judgment Rites                       | Hikaru Sulu         | CD-ROM version     |
| 1997 | Star Trek: Starfleet Academy                    | Hikaru Sulu         |                    |
| 1999 | Star Trek: Starfleet Command                    | Hikaru Sulu         |                    |
| 2000 | Star Trek: Starfleet Command II: Empires at War | Hikaru Sulu         |                    |
| 2003 | Freelancer                                      | Lord Hakera         |                    |
| 2004 | Star Trek: Shattered Universe                   | Hikaru Sulu         |                    |
| 2007 | Pain                                            | Ell mateix          |                    |
| 2008 | Command & Conquer: Red Alert 3                  | Emperor Yoshiro     |                    |
| 2010 | Marvel Super Hero Squad: The Infinity Gauntlet  | Galactus            | [ 137 ]            |
| 2012 | Skylanders: Giants                              | Arkeyan Conquertron |                    |
| 2014 | Family Guy: The Quest for Stuff                 | Ell mateix          |                    |
| 2016 | Teeny Titans                                    | Mr. Chibi           | [ 137 ]            |
| 2017 | Futurama: Worlds of Tomorrow                    | Ell mateix          | Playable character |
| 2020 | Yakuza: Like a Dragon                           | Masumi Arakawa      | [ 137 ]            |

### Websèries
| Any  | Títol                           | Paper       | Notes                                     |
| ---- | ------------------------------- | ----------- | ----------------------------------------- |
| 2007 | Star Trek New Voyages: Phase II | Hikaru Sulu |                                           |
| 2023 | Star Trek: Very Short Treks     | Hikaru Sulu | Veu, episodi: "Hologram All the Way Down" |
| 2023 | Blue Eye Samurai                | Seki        | Regular de la sèrie                       |

### Comercials
| Any  | Títol                         | Paper      | Notes |
| ---- | ----------------------------- | ---------- | ----- |
| 2011 | Anunci de la Seguretat Social | Ell mateix |       |
| 2013 | Rooms to Go                   | Portaveu   |       |
| 2017 | Pizza Hut                     | Ell mateix |       |